# Monte di Pietà w Valletcie
Monte di Pietà, wcześniej znana jako Monte di Sant'Anna – instytucja charytatywna pożyczająca potrzebującym pieniądze na niewielki procent, pod zastaw złota, srebra lub innych wartościowych przedmiotów. Na Malcie ten bank pobożny został założony w roku 1598, w okresie brytyjskim znany był jako Public Pawn-Brokery. Działa nadal, współcześnie jako część Urzędu Skarbowego (Inland Revenue Department). Od roku 1773 Monte di Pietà zajmuje XVI-wieczny pałac w Valletcie.

## Instytucja
Bank pobożny został założony 15 stycznia 1598 roku pod nazwą Monte di Sant'Anna, kiedy portugalski brat-rycerz Manuel de Couros uzyskał zgodę wielkiego mistrza Martina Garzeza na podarowanie 2000 scudi, aby założyć fundusz na zlikwidowanie lichwy, która podobno była praktykowana przez niewolników i Żydów. Pożyczkobiorca musiał zapłacić 2 grani za każde pożyczone 1 scudo – stopa procentowa banku wynosiła niewiele, bo ok. 0,8% (1 scudo równał się 240 grani). Zastawione dobra, jeśli ich właściciel nie spłacił pożyczki wraz z procentem, mogły być sprzedane na aukcji po upływie roku. Instytucja mieściła się w części Banca Giuratale (od roku 1598), później przeniosła się do Castellani, zaś w roku 1773 do budynku zajmowanego do dzisiaj.
W roku 1699 wielki mistrz Ramon Perellos y Roccaful podarował do Monte kwotę 5372 scudi. Części tej hojnej darowizny przypisywano pochodzenie ze skarbu, odnalezionego podczas budowy katedry w Mdinie. Podczas burzenia domu, aby zrobić miejsce pod świątynię, robotnicy znaleźli średniowieczną urnę ze złotymi monetami z okresu arabskiego osadnictwa na Malcie. Zostały one rozpoznane po arabskich napisach z jednej strony, zaś po drugiej wyobrażone były trzy elementy w kształcie gruszki, podobne do tych w herbie Perellosa. Perellos rościł sobie prawo do nich z powodu podobieństwa „gruszek”, lecz biskup poprosił papieża o rozsądzenie sporu. Innocenty XII zawyrokował, że biskup ma prawo do połowy skarbu, ponieważ znaleziony został na terenie kościelnym, druga połowa ma być hojnie użyta w Monte di Pietà. Kapitał pieniężny instytucji wzrósł w XVIII wieku, włączając w to sprzedaż kamienic podarowanych w roku 1712 przez Giuseppe Scipione Camilleriego, a także przeniesienie funduszy z Università oraz Castellania do Monte w latach, odpowiednio, 1720–1721 i 1724.

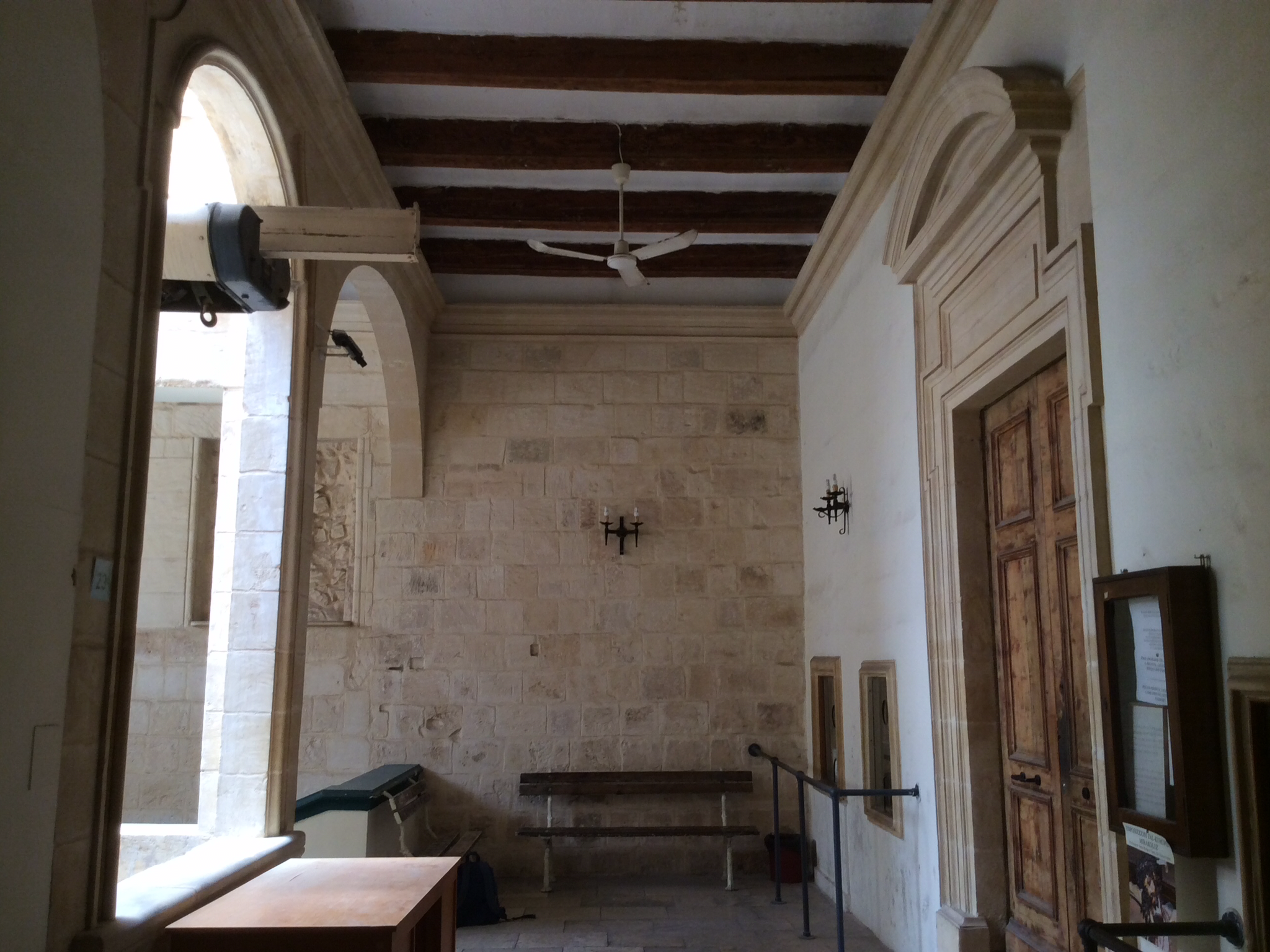
Główna sala dla klientów na drugim piętrze

28 czerwca 1787 roku wielki mistrz Emmanuel de Rohan-Polduc połączył kapitały Monte di Pietà oraz Monte della Redenzione degli Schiavi, instytucji założonej przez Alofa de Wignacourt w roku 1607 w celu wykupywania chrześcijańskich niewolników z rąk muzułmanów. Obie te instytucje zostały połączone w Monte di Pietà e Redenzione. Nazwa ta przetrwała do wczesnych lat XIX wieku, kiedy w związku ze zniesieniem niewolnictwa przywrócono jej pierwotną wersję – Monte di Pietà.
Monte di Pietà kontynuowała swoją działalność w czasie francuskiej okupacji Malty w roku 1798, lecz z początkiem maltańskiego powstania wszystkie przedmioty zastawne i cały kapitał zostały zabrane przez rząd okupacyjny. Po zakończeniu blokady, w okresie protektoratu brytyjskiego, instytucja została ponownie otwarta przez komisarza cywilnego Alexandra Balla 10 października 1800 roku.

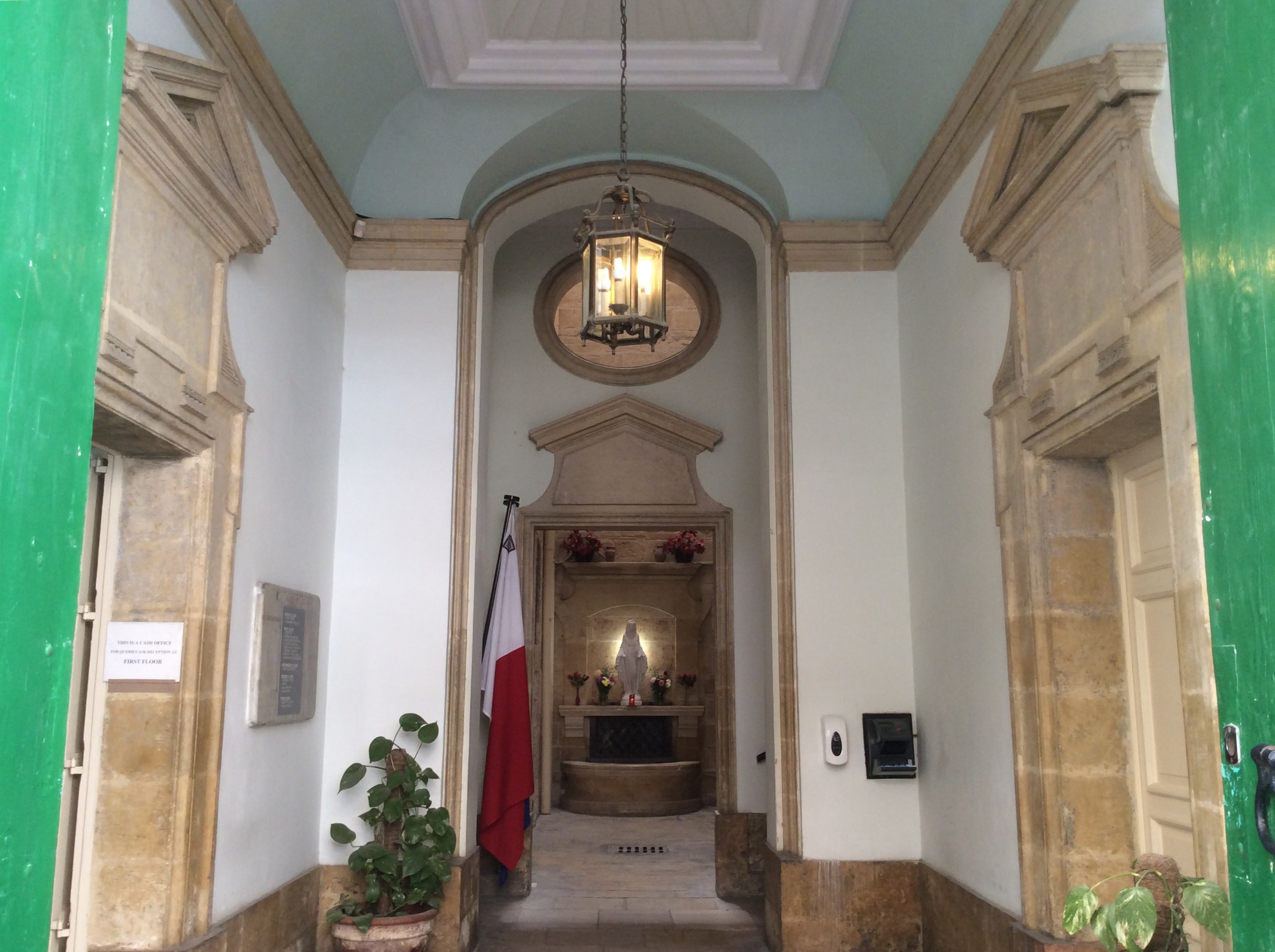
Korytarz wejściowy

1 kwietnia 1977 roku kapitały pieniężne Monte di Pietà zostały przekazane rządowi maltańskiemu. Od tego czasu instytucja jest częścią Urzędu Skarbowego (Inland Revenue Department), podlegając Ministerstwu Finansów. Każdy w wieku powyżej 18 lat może w niej zdeponować wartościowe dobra w zamian za gotówkę. Roczna stopa procentowa wynosi 5%, jest płatna w ciągu trzech lat.
Monte di Pietà zaczął podupadać w latach 2010–2015, od kiedy ustalone przez rząd stopy procentowe przestały być konkurencyjne w porównaniu z cenami płaconymi przez sklepy z biżuterią, ze względu na wzrost wartości złota. Jednakże od stycznia 2016 roku ceny przedmiotów zastawnych poszły w górę do poziomu najwyższego w ostatniej dekadzie.

## Budynek

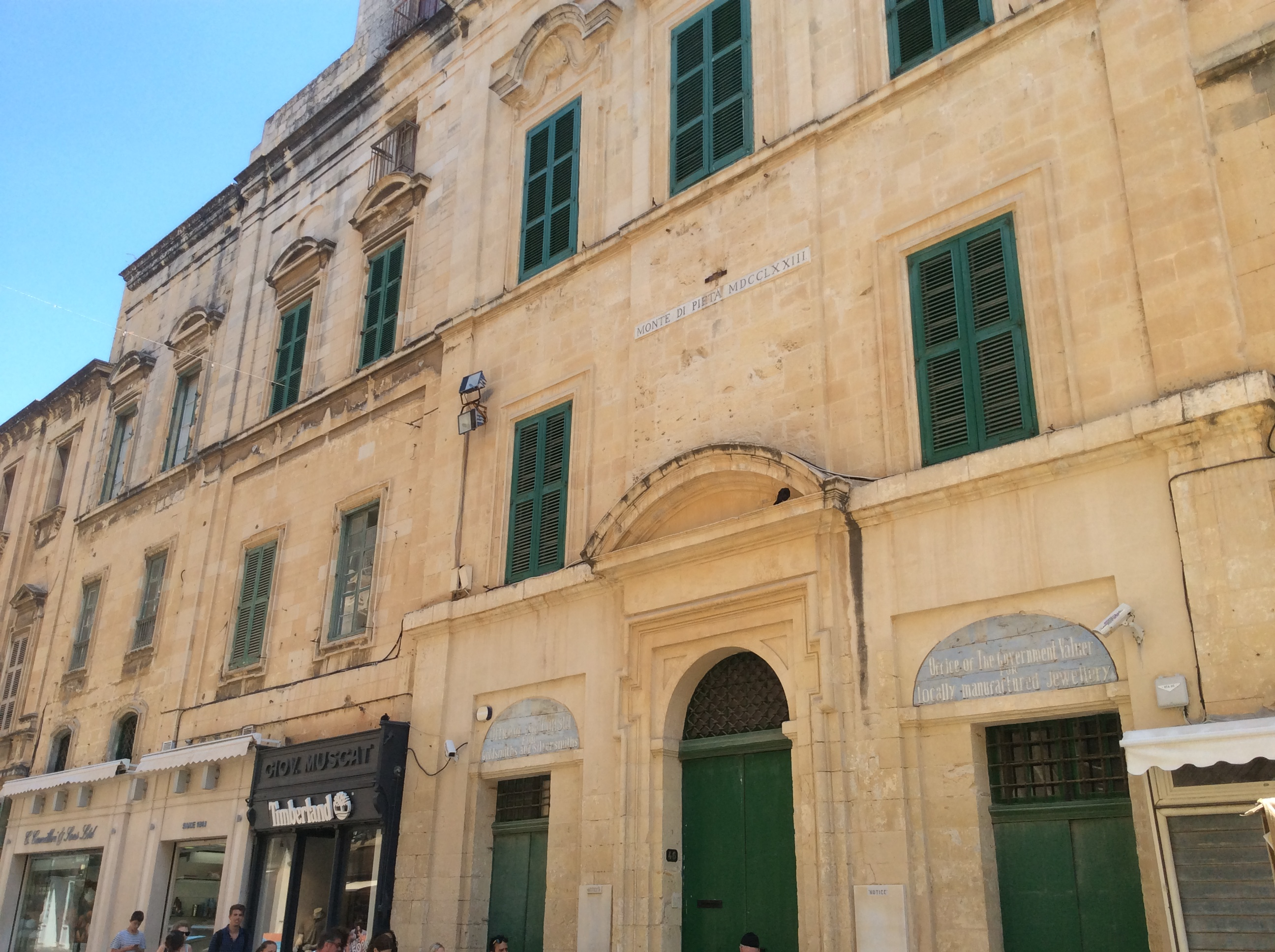
Monte di Sant’ Anna (po prawej) z później przyłączonymi budynkami Casa Galea (środek) oraz klasztoru św. Urszuli (po lewej), stały się razem znane jako Monte di Pietà Buildings

Monte di Pietà mieści się w XVI-wiecznym pałacu, stojącym przy 46, Merchants Street. Jego barokowa fasada zbudowana została w połowie XVII wieku, prawdopodobnie przez inżyniera wojskowego, Francesco Buonamiciego. Budynek jest trzykondygnacyjny, główne wejście udekorowane jest gzymsem ze sztukaterią, zaś zwieńczone frontonem. Po obu stronach głównej bramy są boczne wejścia, z każdej strony po jednym. Pierwsze piętro posiada dwa okna, drugie – trzy.
Budynek, od roku 1577 do 1721, pełnił rolę Banca Giuratale, miejsca posiedzeń Università (miejskiej rady administracyjnej) Valletty. 30 lipca 1721 roku został pozyskany przez Skarb Zakonu św. Jana, w zamian za dom ulokowany po przeciwnej stronie ulicy, który stał się nowym Banca Giuratale. Od tego czasu Skarb Zakonu używał budynku jako biura sprzedaży spogli zmarłych rycerzy Zakonu.
14 sierpnia 1749 roku wielki mistrz Manuel Pinto da Fonseca podarował budynek Giuseppe Cohenowi, neoficie, który odkrył spisek niewolników. Pozostawał w rodzinie Cohen do roku 1773, kiedy budynek został przejęty, aby pomieścić Monte di Pietà, w zamian za spłatę w formie corocznej annuity. W tym czasie został przebudowany do stanu, w jakim jest obecnie.
W latach 2007–2008 budynek doznał pewnych uszkodzeń strukturalnych, których powodem były prace budowlane na pobliskiej parceli.
Pałac zaliczony jest przez Malta Environment and Planning Authority do zabytków narodowych I klasy.